# Talking World War III Blues
Talking World War III Blues – piosenka skomponowana przez Boba Dylana, nagrana przez niego w kwietniu 1963 r. i wydana na drugim albumie The Freewheelin’ Bob Dylan w maju 1963 r. Znana także jako Talkin' World War III Blues.

## Historia i charakter utworu
Piosenka ta jest fantasmagorycznym bluesem traktującym o poranku po nuklearnej wojnie. Dylan informuje na samym początku, że śnił o tym, iż po tej wojnie jest jedynym żyjącym człowiekiem. Nie przeszkadza mu to jednak we wprowadzeniu do tekstu innych osób, np. mężczyzny, który natychmiast się oddala, czy kobiety, która ma go za wariata, gdy ten chce kontynuować ludzkość posługując się przykładem Adama i Ewy i na końcu psychiatry, który tłumaczy mu, że to wszystko „jest tylko w twojej głowie”.
Mimo poważnej, a nawet wydawałoby się dramatycznej treści, tekst piosenki jest żartobliwy, nawet jeśli jest to czasami humor wisielczy. Utwór rozładowuje ciężką atmosferę spowodowaną takimi piosenkami jak „A Hard Rain’s a-Gonna Fall”, „Masters of War”, „Oxford Town” i „Blowin’ in the Wind”.
Nat Hentoff w tekście z okładki twierdzi, że gdy Dylan nagrywał ten utwór, nie był on jeszcze ukończony i jest właściwie półimprowizacją.

## Sesje i koncerty Dylana, na których wykonywał ten utwór

### 1963
- 26 października 1963 – wielki koncert Dylana w Carnegie Hall; pierwszy, na który zaprosił swoich rodziców. Koncert został nagrany przez Columbię; część nagrań miała znaleźć się na planowanym koncertowym albumie. Po zarzuceniu przez firmę jego wydania, została tylko wydrukowana już okładka

### 1964
- 1 lutego 1964 – Toronto, Kanada. Nagrania w telewizyjnym studiu CBC dla programu „The Times They Are a-Changin'”
- 17 maja 1964 – koncert w „Royal Festival Hall” w Londynie. Koncert został nagrany przez firmę Pye Records
- koniec września 1964 – koncert w Town Hall w Filadelfii w stanie Pensylwania
- 24 października 1964 – koncert w „Symphony Hall” w Bostonie w stanie Massachusetts
- 31 października 1964 – koncert w „Philharmonic Hall” w Nowym Jorku. Został nagrany i wydany na albumie
- 25 listopada 1964 – koncert w „Civic Auditorium” w San Jose w stanie Kalifornia
- 27 listopada 1964 – koncert w „Masonic Memorial Auditorium” w San Francisco w Kalifornii.

### 1965
- 12 lutego 1965 – koncert w „Troy Armory” w Troy w stanie Nowy Jork
- 30 kwietnia-10 maja 1965 – tournée po Wielkiej Brytanii
- Prawdopodobnie były to wszystkie koncerty Dylana, w których prezentował piosenkę „Talking World War III Blues”.

## Dyskografia i wideografia
Dyski
- The Bootleg Series Vol. 6: Bob Dylan Live 1964, Concert at Philharmonic Hall

Filmy
- Dont Look Back (1967)
- The Other Side of the Mirror. Bob Dylan Live at the Newport Folk Festival 1963–1965 (2007)